# Municipio de Holly Mountain
El municipio de Holly Mountain (en inglés: Holly Mountain Township) es un municipio ubicado en el condado de Van Buren en el estado estadounidense de Arkansas. En el año 2010 tenía una población de 523 habitantes y una densidad poblacional de 7,02 personas por km².

## Geografía
El municipio de Holly Mountain se encuentra ubicado en las coordenadas 35°40′34″N 92°23′34″O / 35.67611, -92.39278. Según la Oficina del Censo de los Estados Unidos, el municipio tiene una superficie total de 74.5 km², de la cual 74,39 km² corresponden a tierra firme y (0,15 %) 0,11 km² es agua.

## Demografía
Según el censo de 2010, había 523 personas residiendo en el municipio de Holly Mountain. La densidad de población era de 7,02 hab./km². De los 523 habitantes, el municipio de Holly Mountain estaba compuesto por el 99,04 % blancos, el 0,38 % eran asiáticos y el 0,57 % eran de una mezcla de razas. Del total de la población el 0,96 % eran hispanos o latinos de cualquier raza.